# Ранчо ел Колорадо (Санто Томас Уејотлипан)
Ранчо ел Колорадо (шп. Rancho el Colorado) насеље је у Мексику у савезној држави Пуебла у општини Санто Томас Уејотлипан. Насеље се налази на надморској висини од 2012 м.

## Становништво
Према подацима из 2010. године у насељу је живело 8 становника.

### Хронологија
| Година       | 2005 | 2010 |
| ------------ | ---- | ---- |
| Становништво | 8    | 8    |

### Попис
| # | Индикатор                     | Вредност |
| - | ----------------------------- | -------- |
| 1 | Укупно домаћинстава           | 2        |
| 2 | Укупно насељених домаћинстава | 2        |
| 3 | Величина локације             | 1        |